# Amber Rudd
Amber Augusta Rudd, född 1 augusti 1963 i Marylebone i London, är en brittisk politiker inom Konservativa partiet. Rudd är arbetsmarknads- och pensionsminister sedan 2018 efter att tidigare ha varit inrikesminister 2016-2018. Hon är ledamot av det brittiska underhuset sedan parlamentsvalet 2010, och representerar valkretsen Hastings and Rye i East Sussex, England. Hon betecknar sig själv som anhängare av strömningen One Nation Conservatism.
Rudd föddes i Marylebone och studerade historia vid Edinburghs universitet. Efter examen började tog hon anställning hos investmentbanken J.P. Morgan & Co. och arbetade för dem i London och New York. 1988 blev Rudd direktör i investmentbolaget Lawnstone Limited.
Efter att ha valts in i underhuset i maj 2010 blev Rudd parlamentssekreterare till finansminister George Osborne i september 2012. I oktober 2013 blev hon biträdande whip. Från 2014 till 2015 hade Rudd en post (Parliamentary Under-Secretary of State) inom energi- och miljödepartementet under ministern Ed Davey. Rudd utsågs 2015 till energi- och klimatminister (Secretary of State for Energy and Climate Change) i regeringen Cameron II och blev då medlem av kabinettet inom Storbritanniens regering.
När Theresa May blev premiärminister i juli 2016 utsågs Rudd till inrikesminister, och efterträdde därmed May på posten. I januari 2018 blev hon tillika kvinno- och jämställdhetsminister. I april 2018 lämnade Rudd regeringen och sin ministerpost till följd av Windrushskandalen, där ett antal personer (företrädesvis invandrare från Karibien som anlänt före 1973) felaktigt deporterats eller anklagats för att vara olagliga invandrare av inrikesministeriet. Deporteringarna hade skett både under Theresa Mays och Amber Rudds tid på ministerposten.
I november 2018 återkom Rudd till regeringen May som arbetsmarknads- och pensionsminister. Den 7 september 2019
meddelade Rudd att hon lämnar regeringen och det Konservativa partiet.